# 콘드로보

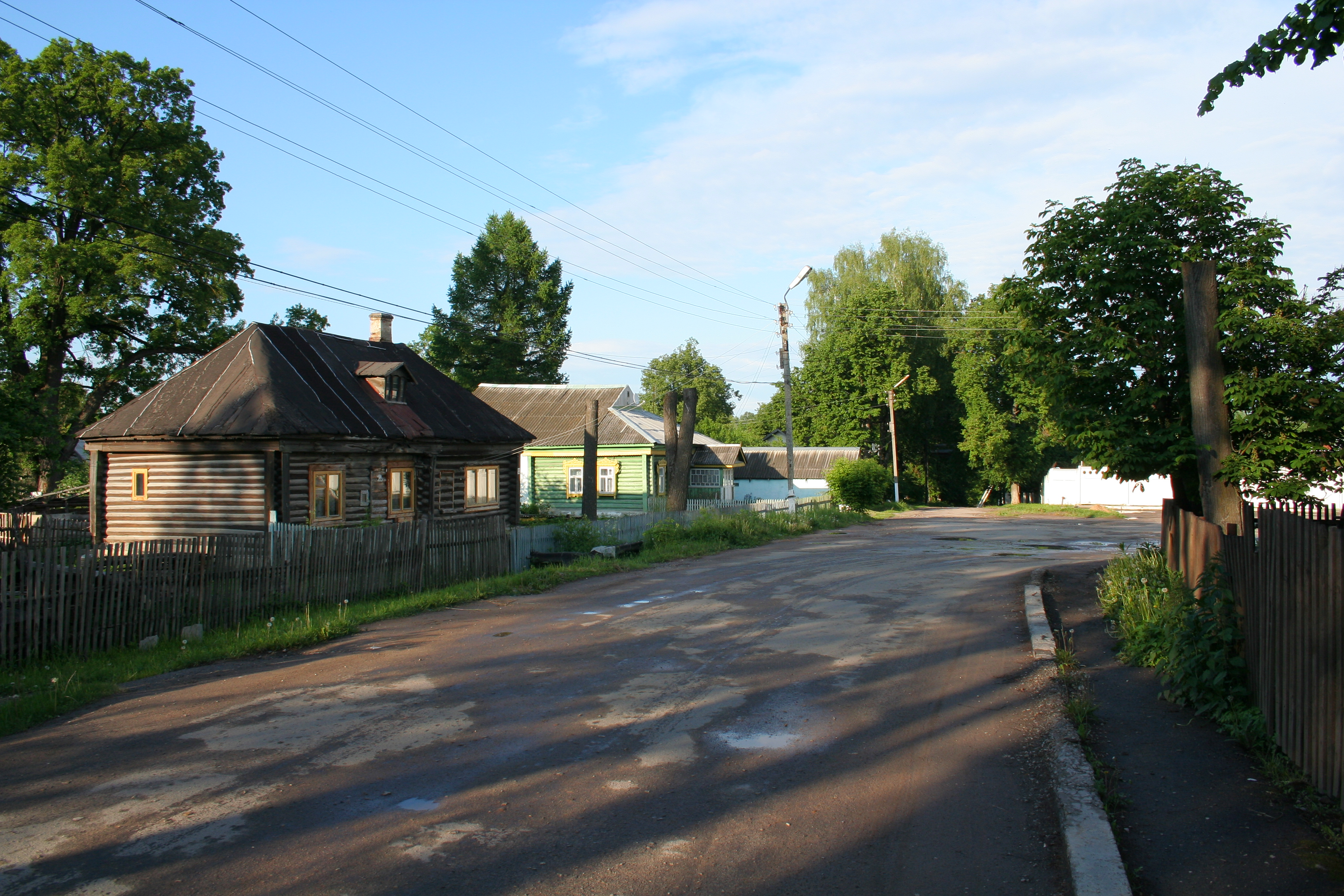

콘드로보(러시아어: Кондрово)는 러시아 칼루가주 중부에 위치한 도시로, 인구는 17,177명(2002년 기준)이다. 칼루가(칼루가 주의 주도)에서 북서쪽으로 40km 정도 떨어진 곳에 위치한다.
콘디레보(Кондырево)라는 이름으로 불리기 시작했고 모스크바 대공국의 귀족 드미트리 콘디린의 사유지가 되었고 1500년부터 1501년까지 일어난 제2차 모스크바-리투아니아 전쟁에 참전한 공적으로 인해 세습령이 되었다. 1790년 제지 공장이 설립되었고 19세기 말까지 품질이 뛰어난 종이가 생산되었다. 1840년대까지 콘드로보라는 이름으로 바뀌어 나갔고 1938년 시로 승격되었다.